# Max Deiters
Max Deiters (* 14. September 1892 in Altona; † 15. Januar 1947 in Hamburg) war ein deutscher Lithograf, Grafiker und Maler.

## Leben und Wirken
Max Deiters war eines von vier Kindern eines Werftarbeiters. Er absolviert eine vierjährige Ausbildung als Lithograf und studierte in berufsbegleitenden Abendkursen an der Kunstgewerbeschule Hamburg. Von 1912 bis 1919 leistete er Militärdienst. Während des Ersten Weltkriegs erlebte er an der Kriegsfront schreckliche Dinge und wurde schwer verwundet. Diese Erlebnisse machten ihn zu einem erklärten Kriegsgegner. 1930 schrieb er im Manuskript seines Lebenslaufs, das in der Hamburger Kunsthalle aufbewahrt wird, dass er Mitglied des Soldatenrats gewesen sei.
Von 1920 bis 1924 arbeitete Deiters als Pressezeichner und profitierte von der steigenden Nachfrage nach Illustrationen für Zeitungen. Er erstellte kritisch-realistische Bilder des Hamburger Hafen, die in einer mehrteiligen Reportage des Hamburger Anzeigers erschienen. Seine Titelbilder und gezeichnete Serien erschienen von 1926 bis 1933 in der Wochenschrift Volk und Zeit, die als Beilage vieler sozialdemokratischer Tageszeitungen, darunter auch im Hamburger Echo, verlegt wurde. Deiters entwarf Wahlplakate für die SPD, die in der Privatdruckerei Auer vervielfältigt und ab 1927 in Hamburg und reichsweit aushingen. Er gehörte somit zu den wenigen Hamburger Künstlern, die während der Weimarer Republik offen die Arbeit der SPD unterstützten. Während dieser Zeit erstellte er auch ohne Aufträge Gemälde und Grafiken, in denen er kriegerische und gesellschaftliche Probleme, Arbeit, Arbeitslosigkeit und Arbeitsbedingungen und Hunger thematisierte. Die Werke wurden 1925 und 1930 in der Hamburger Kunsthalle ausgestellt.
Während der Zeit des Nationalsozialismus musste sich Deiters auf unpolitische Illustrationen beschränken. Befreundete Kollegen der Presse vermittelten ihm zwischen 1933 und 1937 Aufträge von Zeitungen und Zeitschriften. Da er de facto einem Berufsverbot unterlag, sorgte seine Frau Lili mit eigenen Illustrationszeichnungen für den Lebensunterhalt ihres Mannes und eines gemeinsamen Sohnes. Nach 1937 erstellte Deiters nur noch gelegentlich und anonym Illustrationen. In seinen malerischen und zeichnerischen Werken beschränkte er sich auf Bildnisse, Blumen und Landschaftsmotive. Ab 1943 stellte er die Auswirkungen des Bombenkriegs bildlich dar.
Der 1942 an Tuberkulose erkrankte Künstler engagierte sich nach Ende des Zweiten Weltkriegs für den demokratischen Wiederaufbau. Dabei beteiligte er sich auch in einem Entnazifizierungsausschuss. Er starb im Januar 1947 in Hamburg. Seine Frau war nach dem Tod ihres Ehemanns weiterhin als Illustratorin für Zeitungen tätig.